# Теи култура
Теи култура је култура бронзаног доба, која је захватала област Мунтеније у Румунији. Подељена је на пет фаза:
- I - III - средње бронзано доба 1700-1350 BC
- IV - V - позно бронзано доба 1300-1150 BC

Током фазе III ова култура се шири према западу и захвата југоисточне делове Трансилваније
О насељима и сахрањивању се мало зна. Насеља су једноставна и неутврђена, а покојници су сахрањивани у згрченом ставу.
Током фаза I - III керамика је фине фактуре. Карактеристични облик је:
- једноухи лончић левкастог врата и суженог дна украшени хоризонталним тракама са цик-цак линијама. Касније се јавља шрафирани орманемт, С мотиви и спирале.

Током позног бронзаног доба на Теи културу утиче Вербичоара култура.
Јављају се лоптасти кантароси, богато украшени урезаним концентричним круговима, меандрима, шрафираним троугловима, као и двоухи пехари са рожастим украсима на рамену.